# Igiene orale
L'igiene orale è la pratica che permette di mantenere la cavità orale pulita, riducendo il rischio di disturbi e altri problemi (es. alitosi) tramite la pulizia regolare dei denti a livello domestico (igiene dentale o IOD) e/o professionale. È importante che l'igiene orale venga praticata su base regolare per permettere la prevenzione di patologie dentarie e alito cattivo. I più comuni disturbi dentali sono il deterioramento dentale (carie e infiltrazioni dentali) e malattie gengivali, come la gengivite e la parodontite.
Le linee generali da seguire suggeriscono di spazzolare i denti due volte al giorno: dopo la colazione e prima di andare a letto, però sarebbe meglio pulire la cavità orale dopo ogni pasto. La pulizia dello spazio tra i denti si chiama pulizia interdentale ed è importante quanto spazzolare i denti. Viene fatta questa distinzione perché lo spazzolino non può raggiungere queste aree e quindi rimuove soltanto il 50% della placca dalla superficie del dente. Ci sono molti strumenti per la pulizia dello spazio interdentale, come il filo interdentale e lo scovolino interdentale, che sono equivalenti per questo la scelta spetta a ciascun individuo sulla base delle personali preferenze.
A volte i denti bianchi e dritti sono associati all'igiene orale, anche se una cavità orale pulita può presentare denti macchiati o storti. Per migliorare l'aspetto dei propri denti, alcune persone ricorrono all'uso di trattamenti sbiancanti e ortodontici.
L'importanza del microbioma orale nella salute dentale è stata ampiamente riconosciuta. Dati da ricerche di microbiologia orale umana mostrato che una microflora commensale può diventare patogena opportunista attraverso complessi cambiamenti del loro ambiente. Questi cambiamenti sono dovuti all'individuo piuttosto che ai batteri. Prove archeologiche di placca dentale calcificata mostra cambiamenti marcati nel microbioma orale verso un microbioma associato alla malattia con batteri cariogeni che diventano dominanti durante la rivoluzione industriale. Il microbiota orale moderno è molto meno diversificato rispetto ad altri periodi storici. Le carie, ad esempio, sono diventate una malattia maggiore endemica, che colpisce il 60-90% dei bambini in età scolastica nei Paesi industrializzati; al contrario le carie e i disturbi periodontali erano rari in epoca pre-Neolitica e nei primi ominidi.

## Igiene orale domiciliare (IOD)
Come suggerisce il termine consta di tutte quelle manovre che andrebbero eseguite a livello domiciliare al fine di garantire un livello di igiene compatibile con la salute orale. Una buona igiene orale è garantita da un corretto spazzolamento con uno spazzolino da denti in senso gengi-dentale (da rosa a bianco) delle superfici dentali esterne ed interne, nonché della superficie occlusale (con movimenti antero-posteriori e laterali). Da ultimo ma non meno importante è la detersione con spazzolino senza dentifricio della superficie linguale, che per la sua conformazione trattiene parecchi residui alimentari e batteri, predisponendo allo sviluppo di una alitosi. Passaggio successivo è l'utilizzo del filo interdentale in modo da detergere gli spazi tra un dente e l'altro, e un collutorio. Eseguita in modo errato, l'operazione di pulizia può portare a patologie. Infatti, quando lo spazzolamento avviene in maniera aggressiva, può portare alla gengivite.
Lo spazzolino manuale dovrebbe essere cambiato non appena le setole appaiono larghe e consumate, indicativamente una volta ogni due o tre mesi (o fino al momento in cui le setole appaiano visibilmente danneggiate).
I denti vanno spazzolati secondo uno schema preciso:
- con moto dalla gengiva verso il colletto del dente, quindi dall'alto verso il basso per i superiori e viceversa per gli inferiori;
- prima sopra e poi sotto;
- prima gli incisivi, sopra e sotto, poi canini sopra e sotto, premolari, e molari. Occorre arrivare fino a dove è meccanicamente possibile, facendo attenzione ad insistere tra dente e dente, per premolari e molari bisogna spazzolare anche con moto rotatorio;
- prima esternamente, poi internamente.

È opportuno attendere almeno mezz'ora dopo il pasto per eseguire l'igiene dei denti, operazione che di suo va praticata per almeno 2-3 minuti.
Altri strumenti utilizzati sono lo spazzolino elettrico, migliore se con movimento sia rotatorio che ondulatorio, da utilizzare poggiando la testina su ogni singolo dente con un'inclinazione di 45° e cercando di seguirne le forme, per un totale di circa 2 minuti; lo scovolino al posto del filo interdentale; un idropulsore, vale a dire uno spruzzatore di acqua in pressione per rimuovere i residui di cibo fra un dente e un altro, e soprattutto fra gengiva e dente, zona non raggiungibile altrimenti anche in una bocca pulita, dalla quale la carie talora penetra all'interno del dente fino alla radice che bisogna poi devitalizzare.
Il bicarbonato non impedisce la formazione della carie, non è un antibatterico, ma un tampone dello sbalzo verso l'acido che c'è in bocca; sebbene l'acidità del cavo orale sia uno tra i fattori principali per lo sviluppo della carie dentale, anche un eccessivo rialzo del pH orale può creare danno, perturbando la normale flora batterica della bocca. Poiché il bicarbonato demineralizza e rovina col tempo lo smalto dei denti, non è indicato per il "fai da te" domestico per questo motivo se ne sconsiglia l'utilizzo.
Il pH acido della bocca aiuta la formazione della carie, viceversa la risalita del pH fa staccare molecole di dentina dallo smalto.
Il pH della bocca scende e si acidifica dopo i pasti e durante la notte, dove (per consentire la respirazione nel sonno e perché non si mastica) scende drasticamente l'effetto tampone della saliva. Per questo:
- masticare gomme senza zucchero dopo il pasto aumenta la salivazione, e quindi aiuta a far risalire il pH come rimedio anticarie;
- se si usa un dentifricio che non contiene fluoro, è consigliabile non lavare i denti subito dopo i pasti, perché durante il pasto gli acidi del cibo attaccano lo smalto e staccano molecole di dentina che restano sciolte nella saliva, e tornano a legarsi alla superficie dopo 30 minuti (quando raggiungono un equilibrio di soluzione satura). Lavandoli prima dei 30 minuti, non si rilega e andrebbe perso dello smalto, e ulteriore altro toccando con lo spazzolino un dente indebolito. Tuttavia, 10 minuti dopo la fine del pasto sono già un tempo di permanenza in bocca lungo a sufficienza perché zuccheri e acidi contenuti nel cibo possano provocare delle carie;
- viceversa, il fluoro (tramite dentifricio o collutorio) andrebbe utilizzato subito dopo i pasti durante la risalita del pH, a pH minore di 4,6 perché sciolto nella saliva si può sostituire nello smalto agli ioni ossidrile dell'idrossiapatite a formare fluoroapatite, che è più resistente, si dissolve a un pH più basso, ha dei cristalli più grandi, e rende più difficile l'adesione batterica.

## Igiene orale professionale (IOP)
Con questa definizione si comprendono tutte quelle manovre praticate dal professionista (medico dentista, odontoiatra, igienista dentale) al fine di eliminare tutti i residui accumulatisi nel tempo in seguito all'impossibilità delle manovre di IOD di essere efficaci in modo assoluto. Ovviamente se a questo aggiungiamo una IOD insufficiente sia in senso qualitativo che quantitativo, la condizione di igiene orale non potrà che essere inadeguata al mantenimento di un livello di salute orale idoneo. Le manovre di IOP sono diverse:
- ablazione tartaro: rimozione del tartaro sopra-gengivale;
- polishing: lucidatura delle superfici dentarie ed eliminazione meccanica di pigmenti estrinseci mediante:1) pasta abrasiva, coppette di gomma o spazzolini rotanti montati su manipolo contrangolo 2) air-polishing, getto di acqua e polveri sotto pressione;
- levigatura radicolare: rimozione del tartaro sub-gengivale a livello delle tasche parodontali, previa anestesia locale;
- levigatura radicolare a cielo aperto: analoga alla precedente previo scostamento della gengiva dei piani ossei sottostanti. Questa pratica si rende necessaria qualora le tasche parodontali raggiungano una profondità tale da impedirne una completa pulizia con le metodiche precedenti.